# Gastón Silva
Gastón Alexis Silva Perdomo (Salto, 5 de marzo de 1994) es un futbolista uruguayo que se desempeña como defensa central o lateral, actualmente juega en el Club Atlético Peñarol de la Primera División de Uruguay. Fue internacional con la selección de fútbol de Uruguay.

## Trayectoria

### Defensor Sporting Club
Debutó en Primera el 8 de noviembre de 2011 jugando para Defensor contra Wanderers, ingresó en el segundo tiempo y su equipó ganó 2 a 0.
A nivel internacional, jugó su primer partido el 18 de abril de 2012, en la última fecha de la fase de grupos de la Copa Libertadores 2012, Gastón ingresó al minuto 72 para enfrentar a Vélez Sarsfield en Estadio José Amalfitani y ganaron 3 a 1.
En la temporada 2011-12 jugó esos dos partidos únicamente.
Para las siguientes dos temporadas se afianzó en el club y completó un total de 30 partidos con Defensor Sporting.

### Torino F. C.
El 21 de julio de 2014, el club europeo Torino lo fichó para comenzar la temporada 2014-15, con un contrato por 4 años.
Se integró a plantel y viajó a Estocolmo para jugar, el 31 de julio, por la tercera ronda de clasificación de la Europa League frente a Brommapojkarna, estuvo en el banco de suplentes pero no ingresó.
Debutó en el club italiano el 18 de septiembre de 2014, en la fase de grupos de la Europa League, frente al Brujas en el Estadio Jan Breydel de Bélgica, se enfrentó a Felipe Gedoz, su excompañero de Defensor Sporting, el partido terminó 0 a 0.
Convirtió su primer gol el 11 de diciembre, por la UEFA Europa League, jugó todo el partido, dio una asistencia y anotó en el minuto 53 en la victoria 5 a 1 contra Copenhague.
En su primera temporada, no tuvo continuidad, ya que disputó 9 partidos en total, 5 por Serie A, mientras que 4 a nivel internacional en la Europa League.
La siguiente temporada, tuvo más oportunidades, pero no logró afianzarse en el puesto. Jugó 12 partidos en la máxima categoría del fútbol italiano, y un encuentro por la Copa Italia.
Realizó la preparación de la temporada 2016/17 con Torino. El 13 de agosto de 2016, estuvo en el banco de suplentes en el partido ante Pro Vercelli, por la tercera ronda de la Copa Italia, no tuvo minutos pero ganaron 4 a 1.
El entrenador Siniša Mihajlović no tuvo en sus planes a Gastón entre sus primeras opciones. Buscó otro equipo en el cual tener rodaje.

### Granada C. F.
El 18 de agosto de 2016, fue cedido a Granada, para jugar una temporada en la máxima categoría española. Dos días después, fue convocado para el partido de la fecha 1, pero no tuvo minutos y empataron 1 a 1 con Villarreal.
Debutó en su nuevo club el 28 de agosto, debido a una lesión del central Gabriel Silva al minuto 32 en el partido de la fecha 2 contra Las Palmas, pero fueron derrotados 5 a 1.

### C. A. Independiente
El 31 de agosto de 2017 firmó su contrato con el Club Atlético Independiente de Argentina, equipo con el que se consagró campeón de la Copa Sudamericana 2017 y la Copa Suruga Bank 2018 siendo habitualmente titular.

### Regreso a España
El 3 de septiembre de 2020 se hizo oficial su incorporación a la S. D. Huesca por una temporada. El 23 de agosto de 2021 firmó también por un año por el F. C. Cartagena.

### Club Puebla
El 9 de junio de 2022 firmó por el Club Puebla de México. El 7 de enero de 2025 se hizo oficial su baja para el torneo Clausura 2025, por parte del Club Puebla.

## Selección nacional

### Categorías inferiores
Gastón ha sido parte de la selección de Uruguay en las categorías sub-15, sub-17, sub-20 y sub-22.
Integró la selección de Uruguay que participó del Sudamericano Sub-17 de 2011, logró el vicecampeonato y la clasificación al Mundial Sub-17 de México, donde también obtuvo el segundo puesto.
Formó parte del plantel que participó en los Juegos Panamericanos de 2011 en México, donde obtuvo la medalla de bronce.
Integró el plantel de la selección de Uruguay que jugó el Mundial Sub-20 de Turquía, logrando un segundo puesto.

#### Participaciones en categorías inferiores
| Competición               | Sede      | Resultado         | Partidos | Goles |
| ------------------------- | --------- | ----------------- | -------- | ----- |
| Sudamericano Sub-15 2009  | Bolivia   | Cuarto puesto     | 8        | 0     |
| Sudamericano Sub-17 2011  | Ecuador   | Subcampeón        | 7        | 1     |
| Mundial Sub-17 2011       | México    | Subcampeón        | 7        | 1     |
| Juegos Panamericanos 2011 | México    | Medalla de Bronce | 4        | 1     |
| Sudamericano Sub-20 2013  | Argentina | Tercer puesto     | 4        | 0     |
| Mundial Sub-20 2013       | Turquía   | Subcampeón        | 7        | 0     |

### Absoluta
Formó parte del plantel de la selección de Uruguay que jugó las eliminatorias para Brasil 2014. Entrenó con sus compañeros pero no fue considerado para estar a la orden.
El 2 de octubre de 2014 fue convocado nuevamente, esta vez para jugar dos partidos amistosos en Asia. Debutó con la Celeste el 13 de octubre ante Omán, jugó como titular y ganaron 3 a 0.
El 23 de mayo fue confirmado en el plantel para defender la Celeste en la Copa América. No tuvo minutos y quedaron eliminados en cuartos de final por quien sería el campeón, Chile.
Fue convocado el 29 de septiembre, para disputar las 2 primera fechas eliminatorias para el Mundial en 2018. No tuvo minutos pero ganaron ambos encuentros, ante Bolivia y Colombia.
Para las fechas 3 y 4, fue convocado nuevamente. Estuvo en el banco de suplentes contra Ecuador y Chile. Gastón debutó en una competición oficial el 17 de noviembre en el Estadio Centenario, ingresó en los minutos finales y derrotaron 3 a 0 a los chilenos.
Uruguay finalizó el año en la segunda posición de la clasificación.
El 16 de marzo de 2016 fue convocado para jugar las fechas 5 y 6 de las eliminatorias clasificatorias al mundial 2018. Estuvo en el banco de suplentes contra Brasil y Perú, la Celeste empató el primer encuentro y ganó el segundo, por lo que quedó como líder de la clasificación mundialista.
El 29 de abril, fue reservado por Tabárez en un plantel preliminar de la Copa América Centenario. En la lista definitiva, que se dio a conocer el 13 de mayo, no fue confirmado. Pero debido a una lesión de Sebastián Coates, fue convocado en su lugar para incorporarse a los entrenamientos y ser parte de la competición continental.
Silva estuvo en el partido de despedida de Uruguay, el 27 de mayo,fue titular contra Trinidad y Tobago en el Estadio Centenario, comenzaron perdieron 1 a 0 pero finalmente ganaron 3 a 1, estuvo en cancha los 90 minutos.
Debutó en la Copa América de 2016 el 10 de junio, fue titular para enfrentar a Venezuela pero perdieron 1 a 0. Jugó el último partido de la fase de grupos, nuevamente desde el comienzo, se enfrentaron a Jamaica y ganaron 3 a 0. Uruguay quedó eliminado en la primera fase.
Volvió a ser convocado el 24 de agosto, para jugar dos fechas por las eliminatorias. Jugó como titular contra Argentina y Paraguay en las fechas 7 y 8. Uruguay perdió el primer partido por la mínima, pero el segundo lo ganó 4 a 0 y quedó como único líder.

#### Participaciones en absoluta
| Competición                  | Sede           | Resultado        | Partidos | Goles |
| ---------------------------- | -------------- | ---------------- | -------- | ----- |
| Copa América 2015            | Chile          | Cuartos de final | 0        | 0     |
| Copa América Centenario 2016 | Estados Unidos | Fase de grupos   | 2        | 0     |
| Copa Mundial 2018            | Rusia          | Cuartos de final | 0        | 0     |

#### Detalles de partidos
| Con Uruguay | Con Uruguay       | Con Uruguay | Con Uruguay             | Con Uruguay                | Con Uruguay                            | Con Uruguay | Con Uruguay | Con Uruguay            | Con Uruguay |
| N.º         | Rival             | Resultado   | Fecha                   | Lugar                      | Competencia                            | Goles       | Asistencias | Cambio                 | Ref.        |
| ----------- | ----------------- | ----------- | ----------------------- | -------------------------- | -------------------------------------- | ----------- | ----------- | ---------------------- | ----------- |
| 1           | Omán              | 3:0 (0:0)   | 13 de octubre de 2014   | Al Buraimi Omán            | Amistoso                               | -           | -           | -                      | 1           |
| 2           | Chile             | 3:0 (1:0)   | 17 de noviembre de 2015 | Montevideo · Uruguay       | Eliminatorias para Rusia 2018          | -           | -           | 70' por Martín Cáceres | 2           |
| 3           | Trinidad y Tobago | 3:1 (2:1)   | 27 de mayo de 2016      | Montevideo · Uruguay       | Amistoso                               | -           | -           | -                      | 3           |
| 4           | Venezuela         | 0:1 (0:1)   | 9 de junio de 2016      | Filadelfia Estados Unidos  | Copa América Centenario Fase de grupos | -           | -           | -                      | 4           |
| 5           | Jamaica           | 3:0 (1:0)   | 13 de junio de 2016     | Santa Clara Estados Unidos | Copa América Centenario Fase de grupos | -           | -           | -                      | 5           |
| 6           | Argentina         | 1:0 (1:0)   | 2 de septiembre de 2016 | Mendoza Argentina          | Eliminatorias para Rusia 2018          | -           | -           | -                      | 6           |
| 7           | Paraguay          | 4:0 (3:0)   | 6 de septiembre de 2016 | Montevideo · Uruguay       | Eliminatorias para Rusia 2018          | -           | -           | -                      | 7           |
| 8           | Venezuela         | 3:0 (1:0)   | 6 de octubre de 2016    | Montevideo · Uruguay       | Eliminatorias para Rusia 2018          | -           | -           | 89' por Álvaro Pereira | 8           |
| 9           | Colombia          | 2:2 (1:1)   | 11 de octubre de 2016   | Barranquilla · Colombia    | Eliminatorias para Rusia 2018          | -           | -           | 44' por Álvaro Pereira | 9           |

## Estadísticas
- Actualizado al 11 de abril de 2024.

| Defensor Sporting · Uruguay | 1.ª           | 2011-12       | 1   | 0 | 0 | - | - | - | 1  | 0 | 0 | 2   | 0 | 0 |
| Defensor Sporting · Uruguay | 1.ª           | 2012-13       | 7   | 0 | 1 | - | - | - | -  | - | - | 7   | 0 | 1 |
| Defensor Sporting · Uruguay | 1.ª           | 2013-14       | 17  | 0 | 0 | - | - | - | 4  | 0 | 1 | 21  | 0 | 1 |
| Defensor Sporting · Uruguay | Total club    | Total club    | 25  | 0 | 1 | 0 | 0 | 0 | 5  | 0 | 1 | 30  | 0 | 2 |
| Torino F. C. · Italia | 1.ª           | 2014-15       | 5   | 0 | 0 | 0 | 0 | 0 | 4  | 1 | 1 | 9   | 1 | 1 |
| Torino F. C. · Italia | 1.ª           | 2015-16       | 12  | 0 | 1 | 1 | 0 | 0 | -  | - | - | 13  | 0 | 1 |
| Torino F. C. · Italia | Total club    | Total club    | 17  | 0 | 1 | 1 | 0 | 0 | 4  | 1 | 1 | 22  | 1 | 2 |
| Granada C. F. · España | 1.ª           | 2016-17       | 24  | 0 | 0 | 1 | 0 | 0 | -  | - | - | 25  | 0 | 0 |
| Granada C. F. · España | Total club    | Total club    | 24  | 0 | 0 | 1 | 0 | 0 | 0  | 0 | 0 | 25  | 0 | 0 |
| C. A. Independiente Argentina | 1.ª           | 2017-18       | 12  | 1 | 0 | 0 | 0 | 0 | 12 | 0 | 2 | 24  | 1 | 2 |
| C. A. Independiente Argentina | 1.ª           | 2018-19       | 14  | 0 | 0 | 1 | 0 | 0 | 8  | 0 | 0 | 23  | 0 | 0 |
| C. A. Independiente Argentina | 1.ª           | 2019-20       | 18  | 0 | 1 | 4 | 1 | 0 | 5  | 0 | 0 | 27  | 1 | 1 |
| C. A. Independiente Argentina | Total club    | Total club    | 44  | 1 | 1 | 5 | 1 | 0 | 25 | 1 | 2 | 74  | 2 | 3 |
| S. D. Huesca · España | 1.ª           | 2020-21       | 12  | 0 | 0 | 0 | 0 | 0 | -  | - | - | 12  | 0 | 0 |
| S. D. Huesca · España | Total club    | Total club    | 12  | 0 | 0 | 0 | 0 | 0 | 0  | 0 | 0 | 12  | 0 | 0 |
| F. C. Cartagena · España | 2.ª           | 2021-22       | 27  | 1 | 0 | 2 | 0 | 0 | -  | - | - | 29  | 1 | 0 |
| F. C. Cartagena · España | Total club    | Total club    | 27  | 1 | 0 | 2 | 0 | 0 | 0  | 0 | 0 | 29  | 1 | 0 |
| Club Puebla · México | 1.ª           | 2022-23       | 36  | 1 | 0 | - | - | - | -  | - | - | 36  | 1 | 0 |
| Club Puebla · México | 1.ª           | 2023-24       | 31  | 1 | 0 | - | - | - | 2  | 0 | 0 | 31  | 1 | 0 |
| Club Puebla · México | Total club    | Total club    | 67  | 2 | 0 | 0 | 0 | 0 | 2  | 0 | 0 | 69  | 2 | 0 |
| C.A. Peñarol · Uruguay | 1.ª           | 2025          | 0   | 0 | 0 | 0 | 0 | 0 | 0  | 0 | 0 | 0   | 0 | 0 |
| C.A. Peñarol · Uruguay | Total club    | Total club    | 0   | 0 | 0 | 0 | 0 | 0 | 0  | 0 | 0 | 0   | 0 | 0 |
| Total carrera | Total carrera | Total carrera | 177 | 3 | 3 | 7 | 1 | 0 | 34 | 1 | 4 | 218 | 5 | 7 |
| (1)Incluidos los datos de la Copa Libertadores (2012 y 2014), Copa Sudamericana (2017), Copa Suruga Bank (2018) y la Liga Europa de la UEFA (2014-15) |               |               |     |   |   |   |   |   |    |   |   |     |   |   |

## Palmarés

### Títulos nacionales
| Título            | Club                   | País    | Año  |
| ----------------- | ---------------------- | ------- | ---- |
| Torneo Clausura   | Defensor Sporting Club | Uruguay | 2012 |
| Torneo Clausura   | Defensor Sporting Club | Uruguay | 2013 |
| Torneo Intermedio | Peñarol                | Uruguay | 2025 |

### Títulos internacionales
| Título            | Club                | País   | Año  |
| ----------------- | ------------------- | ------ | ---- |
| Copa Sudamericana | C. A. Independiente | Brasil | 2017 |
| Copa Suruga Bank  | C. A. Independiente | Japón  | 2018 |